# Aechmea strobilacea
Aechmea strobilacea är en gräsväxtart som beskrevs av Lyman Bradford Smith. Aechmea strobilacea ingår i släktet Aechmea och familjen Bromeliaceae. Inga underarter finns listade i Catalogue of Life.